# 安沃爾灣
64°50′S 62°39′W / 64.833°S 62.650°W
安沃爾灣（英語：Andvord Bay）是南極洲的海灣，位於葛拉漢地西岸，長17公里、寬6公里，由比利時的極地探險隊發現，以該國駐挪威奧斯陸領事命名。